# Pellouailles-les-Vignes
Pellouailles-les-Vignes è un ex comune francese di 2 559 abitanti situato nel dipartimento del Maine e Loira nella regione dei Paesi della Loira. Dal 1º gennaio 2016 è accorpato al nuovo comune di Verrières-en-Anjou, insieme al comune di Saint-Sylvain-d'Anjou.

## Società

### Evoluzione demografica
Abitanti censiti